# Eladio Vera Arias
Eladio Vera Arias (Villarrica, 6 de mayo de 1948) es un exfutbolista paraguayo que jugaba como extremo y delantero.
Es recordado como un referente histórico del Cruz Azul, con el cual anotó 81 goles y obtuvo 3 Ligas, un Campeón de Campeones y una Copa de Campeones a inicios de los años 1970.
Fue uno de los primeros cuatro futbolistas extranjeros que llegaron al conjunto celeste, junto al chileno Alberto Quintano y los argentinos Miguel Marín y Alberto Gómez.
Poco después de llegar a México, se casó con su pareja Vilma. Luego de su retiro de las canchas, volvió a radicar a su país, pero ha visitado en diversas ocasiones la tierra mexicana.

## Trayectoria

### Inicios
Vera comenzó su carrera profesional debutando con el Cerro Porteño en 1967. Después de un año fue transferido al River Plate paraguayo en donde marcó 8 goles en 16 partidos en su primera campaña.
Meses a prueba en el Real Madrid C. F.
Entre febrero y mayo de 1969 estuvo a prueba con el Real Madrid bajo la observación de Miguel Muñoz. Impulsado por su padre, bilbaíno de nacimiento, Vera buscó por medio del "señor Bogossian" (promotor e intermediario paraguayo de la época) llegar a un acuerdo con el equipo blanco, declarando que su pase y sueldo eran muy asequibles.
Como en ese entonces Muñoz tenía buen material en su posición lo dejó ir, pues como extremo izquierdo actuaba Paco Gento, y a inicios de junio regresó a Paraguay con "el kelito". En enero de 1971 se marchó cedido durante 6 meses con Guaraní. El 14 de julio fue observado por Raúl Cárdenas en el partido entre Chile y Paraguay que culminó con triunfo 3-2 para "la roja". Pese a la derrota, Vera convenció al entrenador, quien decidió llevarlo al Cruz Azul de México junto a Quintano (quien también saltó al campo ese día), cerrando el pase de ambos en el mes de diciembre.

### Cruz Azul
Debutó el 25 de diciembre (junto a Marín) en el triunfo 2-0 ante Guadalajara en el estadio Jalisco. Vera rápidamente tomó un puesto titular en la ofensiva junto a Fernando Bustos y Octavio Muciño, y marcó 8 goles en sus primeros meses con el club. Más asentado, terminó su segunda campaña con 12 anotaciones. En 1974 tuvo un papel crucial en el título del tricampeonato. En dicho año, formó una gran sociedad con Alberto Gómez y fue el máximo goleador de la liguilla con tres anotaciones, incluyendo un gol en el minuto 88 del juego de ida de la final contra el Atlético Español, que significó el 2-1 en el marcador y que dejó abierta la serie para la vuelta, donde se impusieron con 3-0 en el estadio Azteca.
El 26 de mayo de 1974 anotó el gol del triunfo en el Campeón de Campeones ante el Club América en el minuto 80 del encuentro, a pase de Gómez. En 1975 tuvo su año más fructífero en el aspecto individual, al terminar la temporada con 21 anotaciones (19 en liga y 2 en liguilla) en 43 encuentros.
Pese alcanzar los play-off en las campañas siguientes, no consiguieron llegar a otra instancia final y, con el cambio generacional que comenzó en 1976, Vera fue transferido con los Tecos de la UAG a mediados de 1977, terminando su histórico paso con el equipo celeste.

### U. A. G.
Permaneció durante dos años con los estudiantes antes de su retiro, destacándose con un póquer en el triunfo 6-1 ante León el 7 de octubre de 1978.

## Estadísticas

### Clubes
No se precisan registros exactos en el fútbol paraguayo.
| Club | Div.          | Temporada     | Liga  | Liga  | Copas (1) | Copas (1) | Internacional (2) | Internacional (2) | Total (3) | Total (3) | Media goleadora |
| Club | Div.          | Temporada     | Part. | Goles | Part.     | Goles     | Part.             | Goles             | Part.     | Goles     | Media goleadora |
| --- | ------------- | ------------- | ----- | ----- | --------- | --------- | ----------------- | ----------------- | --------- | --------- | --------------- |
| Cruz Azul · México | 1.ª           | 1971-72       | 26    | 8     | 6         | 1         | 7                 | 2                 | 39        | 11        | 0.28            |
| Cruz Azul · México | 1.ª           | 1972-73       | 38    | 12    | —         | —         | —                 | —                 | 38        | 12        | 0.32            |
| Cruz Azul · México | 1.ª           | 1973-74       | 38    | 15    | 2         | 1         | —                 | —                 | 40        | 16        | 0.40            |
| Cruz Azul · México | 1.ª           | 1974-75       | 43    | 21    | —         | —         | —                 | —                 | 43        | 21        | 0.49            |
| Cruz Azul · México | 1.ª           | 1975-76       | 33    | 9     | —         | —         | —                 | —                 | 33        | 9         | 0.27            |
| Cruz Azul · México | 1.ª           | 1976-77       | 27    | 12    | —         | —         | —                 | —                 | 27        | 12        | 0.44            |
| Total club | Total club    | Total club    | 205   | 77    | 8         | 2         | 7                 | 2                 | 220       | 81        | 0.37            |
| U. A. G. · México | 1.ª           | 1977-78       | 23    | 11    | —         | —         | —                 | —                 | 23        | 11        | 0.48            |
| U. A. G. · México | 1.ª           | 1978-79       | 34    | 14    | —         | —         | —                 | —                 | 34        | 14        | 0.41            |
| Total club | Total club    | Total club    | 57    | 25    | 0         | 0         | 0                 | 0                 | 57        | 25        | 0.44            |
| Total carrera | Total carrera | Total carrera | 262   | 102   | 8         | 2         | 7                 | 2                 | 277       | 106       | 0.38            |
| (1) Incluye datos de la Copa México (1971-74); Campeón de Campeones (1971-74). (2) Incluye datos de la Copa de Campeones (1971); Copa Interamericana (1972). (3) No incluye goles en partidos amistosos. |               |               |       |       |           |           |                   |                   |           |           |                 |

### Selecciones
| Selección                                                              | Temporada | Sudamérica(1) | Sudamérica(1) | Mundial | Mundial | Amistosos | Amistosos | Total | Total | Media goleadora |
| Selección                                                              | Temporada | Part.         | Goles         | Part.   | Goles   | Part.     | Goles     | Part. | Goles | Media goleadora |
| ---------------------------------------------------------------------- | --------- | ------------- | ------------- | ------- | ------- | --------- | --------- | ----- | ----- | --------------- |
| Paraguay                                                               | 1968-69   | —             | —             | —       | —       | 2         | —         | 2     | 0     | 0               |
| Paraguay                                                               | 1969-70   | —             | —             | —       | —       | 1         | —         | 1     | 0     | 0               |
| Paraguay                                                               | 1970-71   | —             | —             | —       | —       | 1         | —         | 1     | 0     | 0               |
| Paraguay                                                               | 1976-77   | 3             | —             | —       | —       | 2         | —         | 5     | 0     | 0               |
| (1) Incluye datos en fases de clasificación de la Copa Mundial (1978). |           |               |               |         |         |           |           |       |       |                 |

### Hat-tricks
| 1 | 7 de octubre de 1978 | Tres de Marzo, Zapopan | Tecos de la UAG - León | 6 - 1 | Anotado · Anotado · Anotado · Anotado | Primera División 1978-79 |

## Palmarés

### Títulos nacionales
En esa época, el Campeón de Campeones seguía el formato de supercopa.
| Título             | Equipo    | Año  |
| ------------------ | --------- | ---- |
| Campeonato de Liga | Cruz Azul | 1972 |
| Campeonato de Liga | Cruz Azul | 1973 |
| Campeonato de Liga | Cruz Azul | 1974 |
| Supercopa          | Cruz Azul | 1974 |

### Títulos internacionales
| Título            | Equipo    | Año  |
| ----------------- | --------- | ---- |
| Copa de Campeones | Cruz Azul | 1971 |

### Distinciones individuales
- Es el jugador extranjero con más goles y el 5.º máximo goleador en la historia del conjunto celeste.

| Distinción                    | Año  |
| ----------------------------- | ---- |
| Salón de la Fama de Cruz Azul | 2005 |